# زمن (شهر)
زمن شهری در استان پرنیک کشور بلغارستان است که جمعیت آن در سال ۲۰۰۱ میلادی ۱٬۸۹۲ نفر بوده‌است.